# 甲賀市水口スポーツの森
甲賀市水口スポーツの森（こうかし みなくちスポーツのもり）は、滋賀県甲賀市にある運動公園である。施設は甲賀市が所有し、指定管理者の一般社団法人甲賀市スポーツ協会が管理している。

## 施設

### 営業中の施設
- 陸上競技場
  - 名称：「甲賀市水口スポーツの森陸上競技場」
  - 日本陸上競技連盟第3種公認陸上競技場[2]
  - トラック：400 m x 8レーン[2][3]
  - フィールド：天然芝（105 m x 65 m）[2][3]
  - 収容人数：約3,000人（スタンド固定席：約750人（内、車椅子8席）、芝生スタンド：約2,250人）[2]
  - スコアボード
  - 日本フットボールリーグ・MIOびわこ滋賀が公式戦を開催。
  - 日本サッカーリーグ・ヤンマーディーゼルサッカー部（現・セレッソ大阪）が公式戦を開催していた。
- 野球場
  - 名称：「甲賀市水口スポーツの森野球場」

- 多目的グラウンド
  - フィールド：人工芝（1面）、クレイコート（1面）[4]
- テニスコート
  - 人工芝テニスコート：人工芝コート2面[5]
  - 河川敷テニスコート：ハードコート4面[6]
- キャンプ場
  - 東キャンプ場：炊事場（バーベキュー用カマド16基）・便所・テントサイト（6）
  - 西キャンプ場：炊事場（バーベキュー用カマド16基）・テントサイト（6）・キャンプファイヤー場
- プール：夏休み期間のみ営業[7]
  - 25ｍプール
  - 子供用プール・幼児用プール
- ふれあい広場[8]
  - ふれあい広場芝生ランド：芝生広場・遊具・ターザンロープ・ローラー滑り台健康遊具・バスケットゴール
  - トリムコース：全長2ｋｍ・アスレチック8基

### 廃止・使用禁止中の施設
- 池の下テニスコート：ハードコート2面
- 天守閣展望台 - 施設は存在するが危険のため進入禁止。ここより山側の散策路は進入禁止。
- ゴーカート - 現在、喫煙コーナーとして使用。コース建設には日本発条株式会社の寄付金が充てられた[9]。
- ボート

## アクセス
- 鉄道
  - 近江鉄道本線・水口城南駅より徒歩15分[1][10]
- バス
  - JR草津線、信楽高原鐵道、近江鉄道本線・貴生川駅より甲賀市コミュニティバスで「スポーツの森西口」下車[1][10]
- 自動車
  - 新名神高速道路・信楽インターチェンジから25分[10]

## ギャラリー

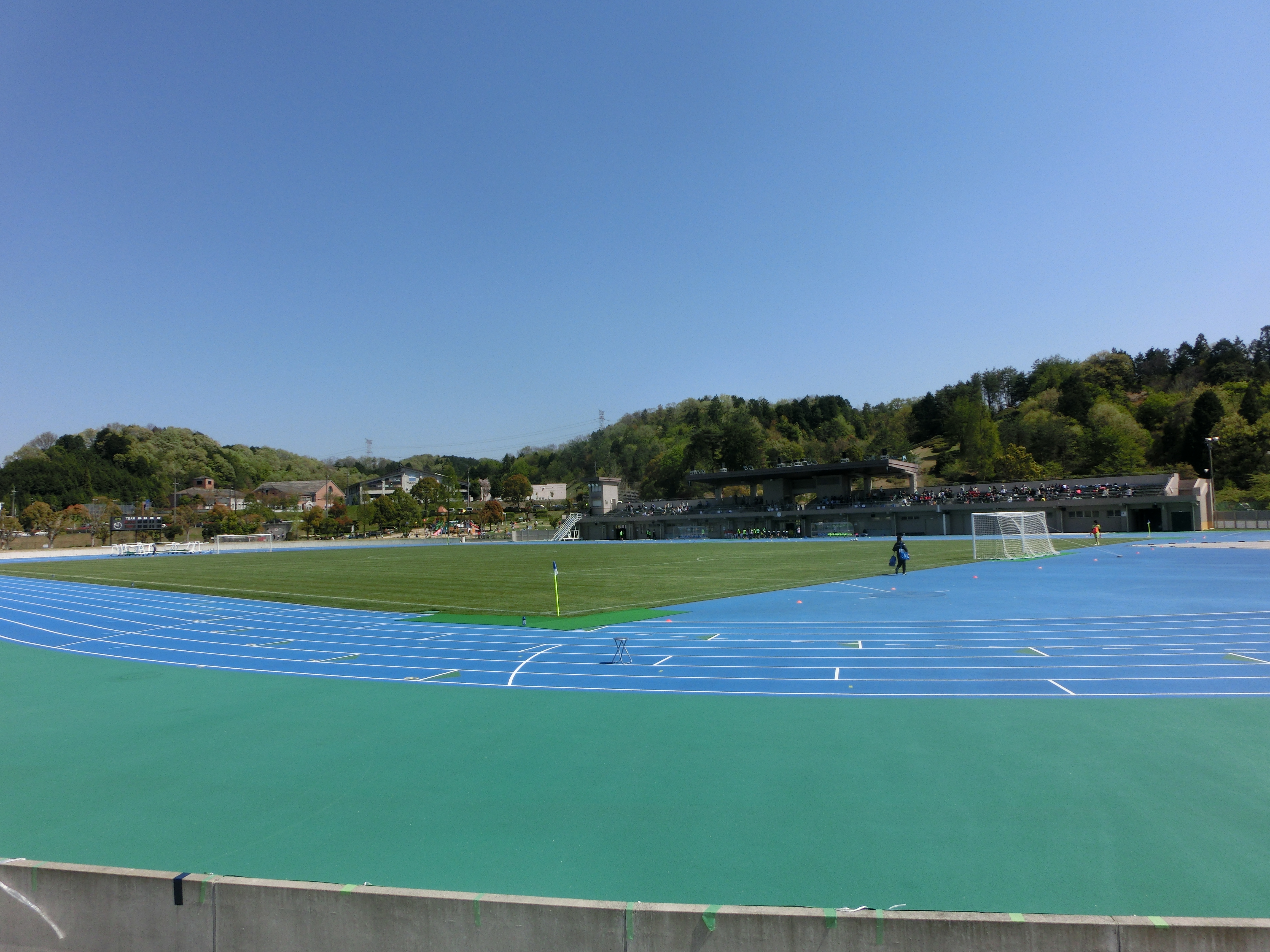
ピッチからメインスタンドを見る
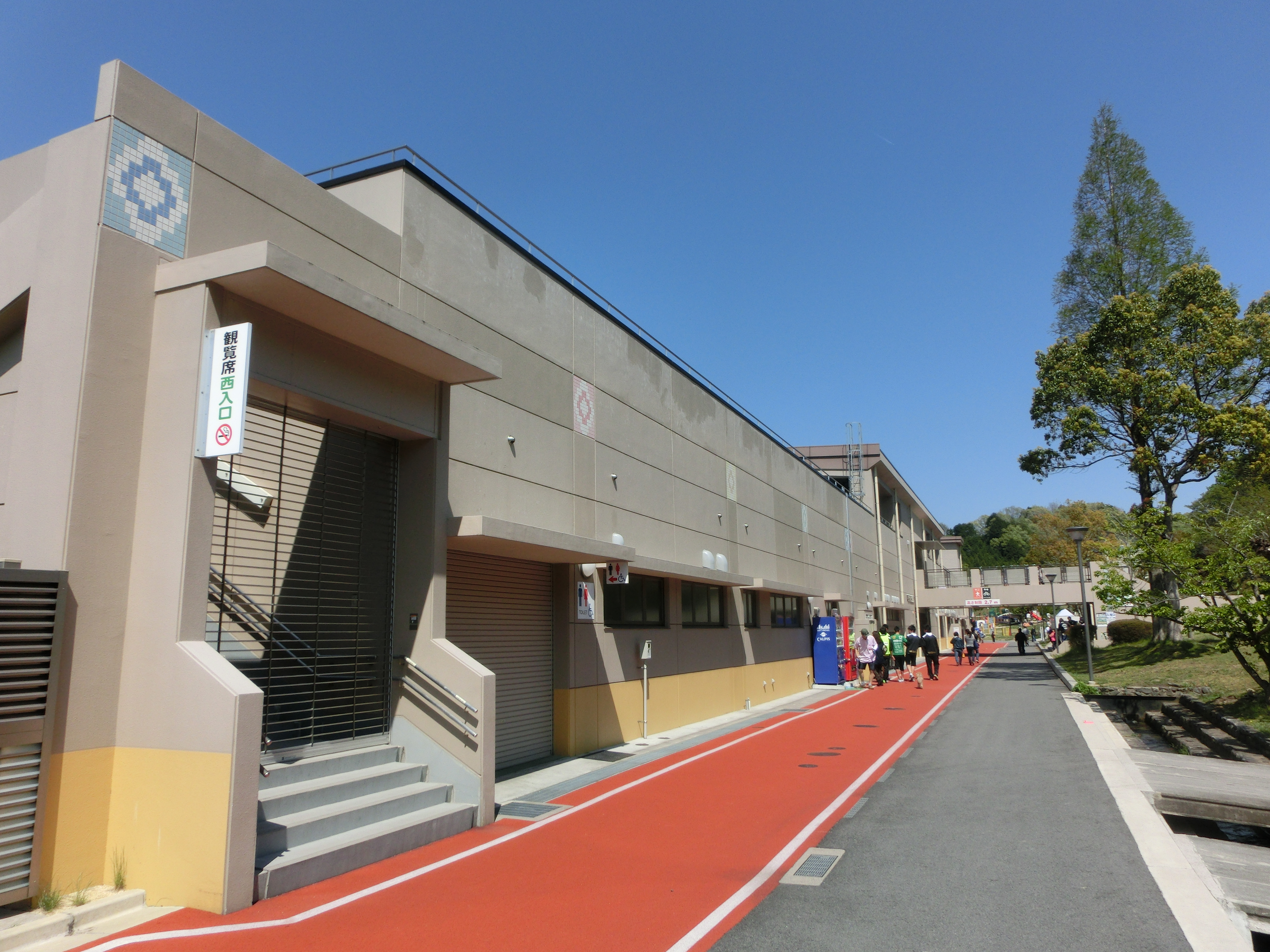
メインスタンド外観
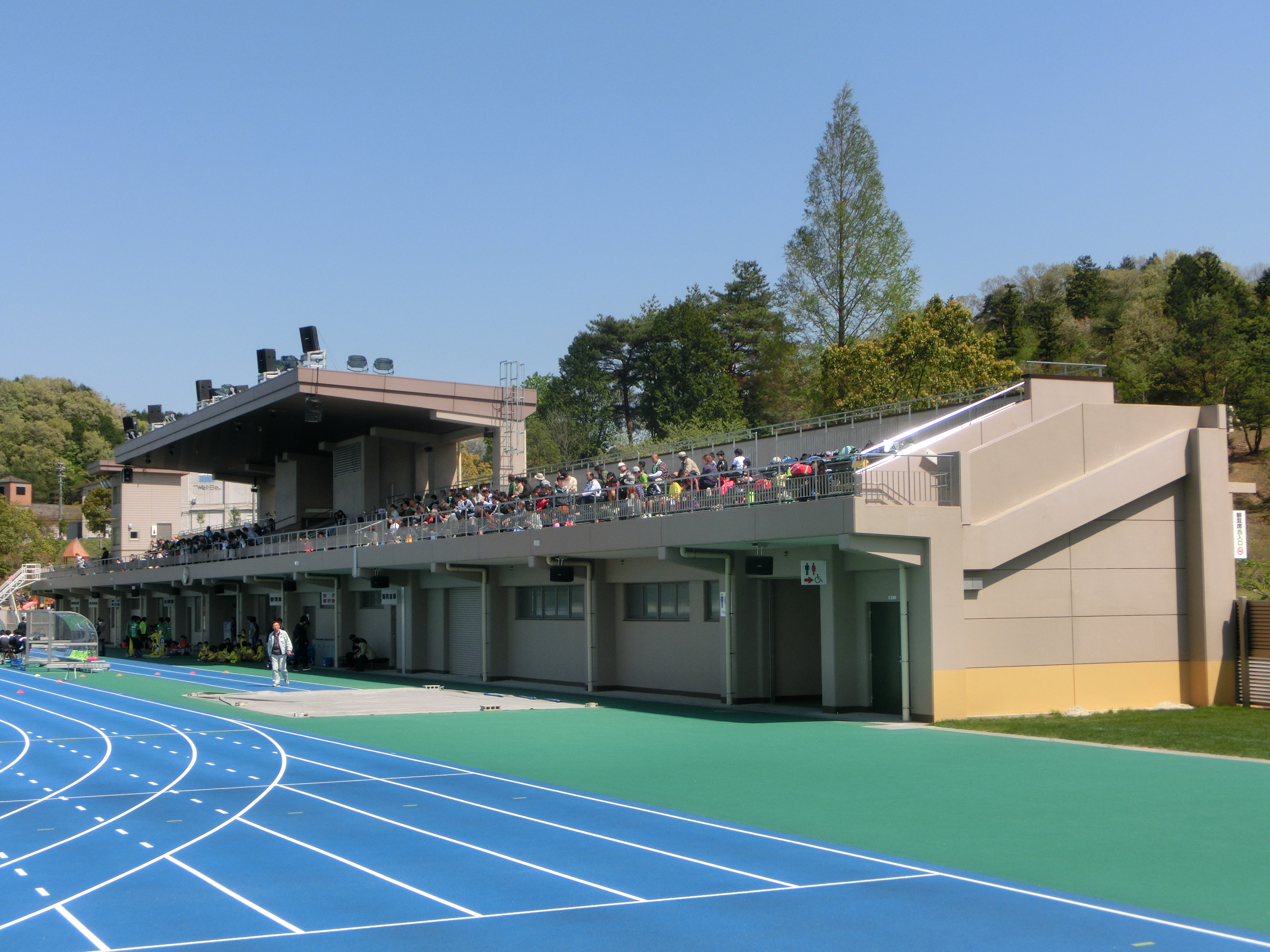
メインスタンド
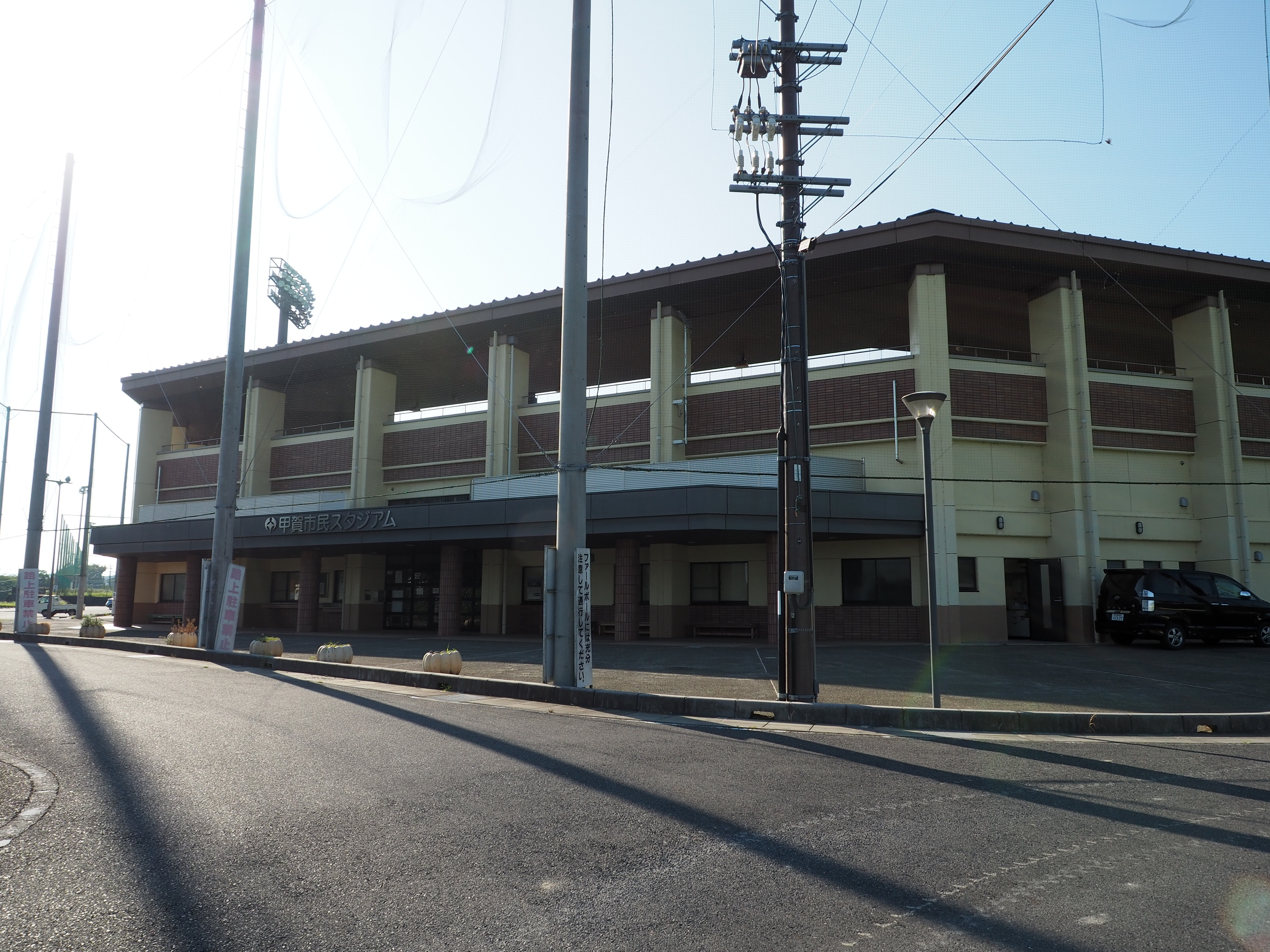
甲賀市民スタジアム
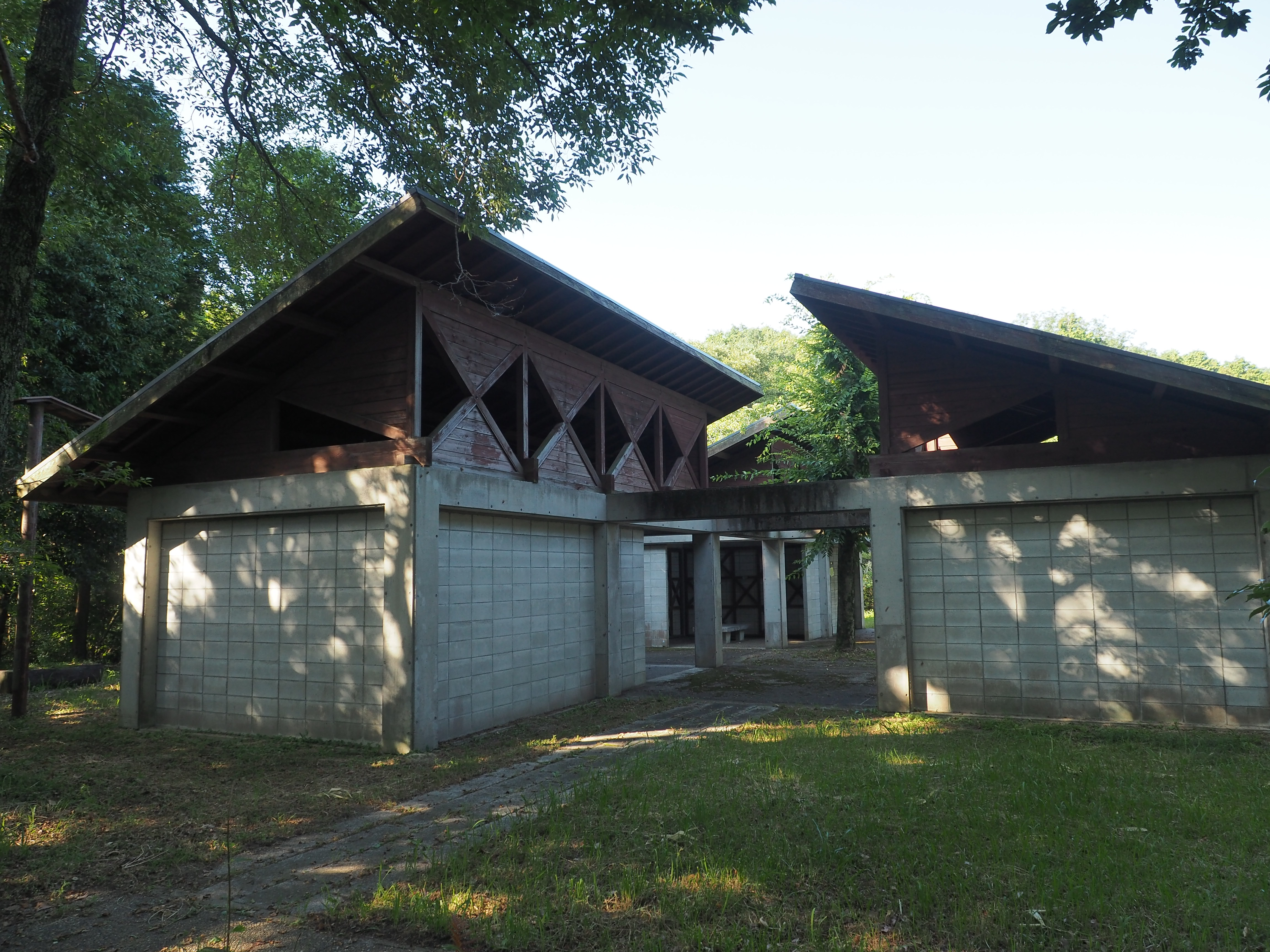
キャンプ場
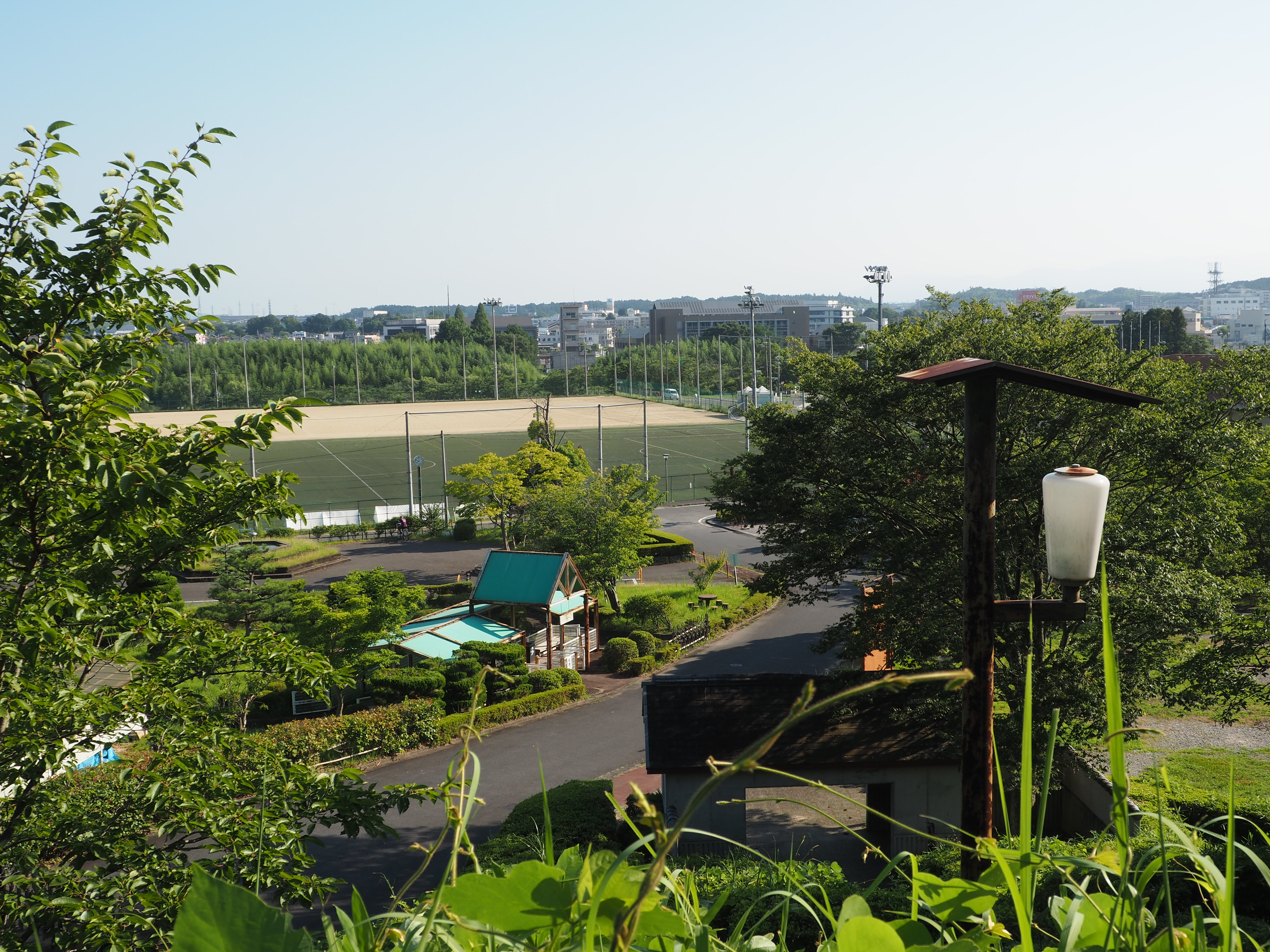
多目的グラウンド
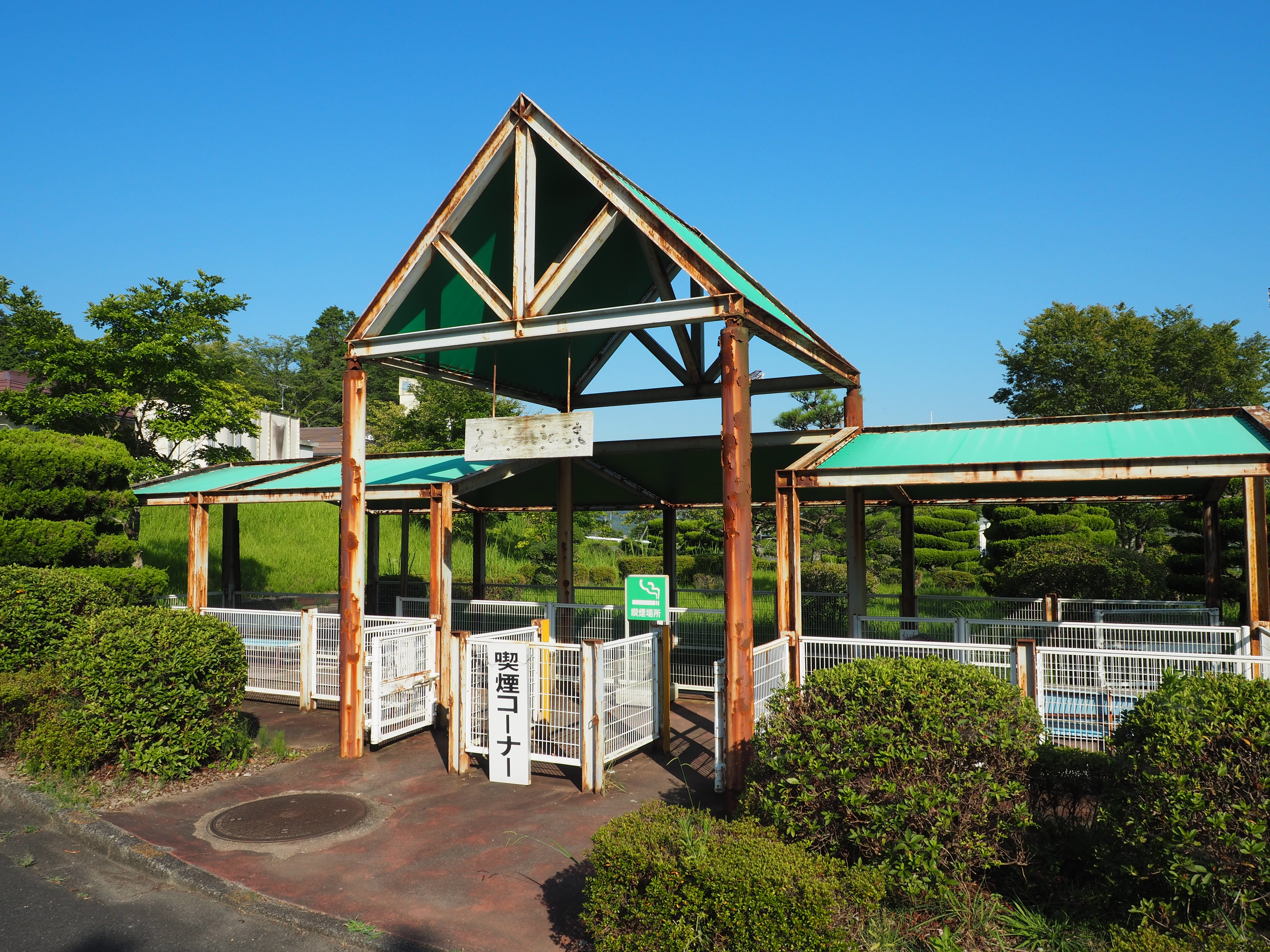
喫煙コーナー（旧ゴーカートコース）